# Torino piange e ride
Torino piange e ride è un album di canzoni e poesie interamente in lingua piemontese di Domenico Seren Gay, pubblicato nel 1967 per l'etichetta Kansas (numero di serie: DMK 009) e riedito nel 1974, su concessione della Kansas, dalla Fontana, nella collana Fontana Special (numero di serie: 6492 026).

## Tracce
Lato A
1. Turin ëd sèira (Serengay)
2. Ël poeta (Mazzoni/Serengay)
3. L'arbitro (Serengay)
4. La Madòna dla Consolà (Mazzoni/Serengay)
5. Temp ëd vendemmia (Serengay)
6. Viva 'l Mont ëd Pietà (Serengay)

Lato B
1. Gioanin Pet Pet Sigala (Serengay)
2. L'ultim berlandin ëd Turin (Serengay)
3. La sòlita stòria (Serengay)
4. Mè car Piemont (Serengay)
5. Sposte nen (Serengay)
6. Ij mè amis (Serengay)
7. Tanti auguri (Serengay)